# U 546
U 546 war ein von der Kriegsmarine im Zweiten Weltkrieg eingesetztes U-Boot vom Typ IX C/40. Das U-Boot schoss bei seiner ersten Feindfahrt einen B-24-Bomber ab. Am 24. April 1945 versenkte es bei seiner dritten Feindfahrt im Atlantik westlich der Azoren einen US-amerikanischen Zerstörer mit 1200 t, wobei 113 Besatzungsmitglieder starben. Noch am selben Tag wurde es im Zuge der Operation Teardrop von anderen Zerstörern versenkt. Von den 57 Besatzungsmitgliedern starben 24, während 33 in US-amerikanische Kriegsgefangenschaft gerieten. Bei den anschließenden, mit Folter verbundenen Verhören der acht gefangenen Offiziere konnten keine Informationen zu raketenbestückten U-Booten der Kriegsmarine ermittelt werden, denn U 546 gehörte nicht zu diesen.

## Bau und Ausstattung
U 546 hatte an der Oberfläche eine Wasserverdrängung von 1144 t und unter Wasser 1257 t. Es war insgesamt 87,6 m lang, 7,5 m breit, 10,2 m hoch mit einem 68,5 m langen und 4,4 m breiten Druckkörper und hatte einen Tiefgang von 5,35 m. Das in der Deutschen Werft in Hamburg-Finkenwerder gebaute U-Boot wurde von zwei MAN-Viertakt-Dieselmotoren M9V40/46 mit je 9 Zylindern und einer Leistung von 1620 kW, bei Unterwasserbetrieb mit zwei Elektromotoren der Siemens-Schuckertwerke mit einer Leistung von 370 kW angetrieben. Es hatte zwei Antriebswellen mit zwei 1,92 m großen Schiffsschrauben. Das Boot war zum Tauchen bis in Tiefen von 150 m als reguläre Tauchtiefe, maximal bis zu 200 m geeignet.
Das U-Boot erreichte an der Oberfläche Geschwindigkeiten von bis zu 13,2 Knoten und unter Wasser bis zu 7,3 Knoten. Aufgetaucht konnte das Boot bei 10 Knoten bis zu 13.850 Seemeilen weit fahren, untergetaucht bei 4 Knoten bis zu 63 Seemeilen. U 546 war mit sechs 533-mm-Torpedorohren – vier am Bug und zwei am Heck – und 22 Torpedos, einer 10,5-cm-Schnellladekanone SK C/32 mit 180 Schuss Munition, einer 3,7-cm-FlaK SK C/30 und einer 2-cm-FlaK C/30 ausgestattet.
U 546 war als eines von nur wenigen U-Booten mit einem FuMO 61 Hohentwiel-Radarsender ausgestattet, der sich an der Steuerbordseite des Turms befand. Zudem besaß U 546 eine FuMB-26 Tunis-Antenne, eine Kombination aus der FuMB-Antenne 24 Fliege und der FuMB-Antenne 25 Cuba II, zur Warnung vor feindlichem Radar.

## Mannschaft
Die Mannschaftsstärke des U-Boots betrug 48 bis 60 Mann. Bei seiner letzten Fahrt waren es 57 Mann.

## Einsätze
Nach seiner Indienststellung diente U 546 unter dem Kommando des Kapitänleutnants Paul Just (1915–1991) ab 3. Juni 1943 in Hamburg als Ausbildungsboot und wurde ab 11. Juni 1943 in Kiel, ab 1. Juli 1943 bei der 4. U-Flottille in Stettin und weiteren Ostseehäfen erprobt. Vom 22. Dezember 1943 bis 14. Januar 1944 in Stettin und vom 15. Januar 1944 bis 21. Januar 1944 in Kiel wurde es für die erste Feindfahrt ausgerüstet. Dann fuhr es zum Auftanken ins norwegische Kristiansand, das am 26. Januar 1944 verlassen wurde zur ersten Feindfahrt in den Nordatlantik. Hier operierte es als Teil der U-Boot-Gruppen „Igel 1“ und „Hai 1“ westlich von Irland und bei Island, blieb aber ohne Versenkungserfolge. Am 16. Februar 1944 wurde U 546 von einem alliierten Sunderland-Flugboot angegriffen, wodurch ein Besatzungsmitglied starb. Am 17. April 1944 folgte ein Luftangriff mit neun Wasserbomben durch einen britischen Bomber Consolidated B-24 Liberator BZ800 (RAF Squadron 53/H, Pilot: F/L C. Roberts), der jedoch abgeschossen wurde, so dass die ganze neunköpfige Besatzung starb, während U 546 ohne Schaden abtauchte. Am 23. April 1944 lief U 546 in Lorient ein. Hier wurde ihm in der Kriegsmarinewerft Lorient in der Zeit vom 23. April 1944 bis zum 15. Juni 1944 ein Schnorchel eingebaut.
Am 15. Juni 1944 verließ U 546 den Hafen von Lorient, musste aber am 22. Juni wegen eines Schadens am Schnorchel dorthin zurückkehren. Nach drei Tagen war das U-Boot wieder startklar, so dass es am 25. Juni 1944 erneut auslaufen konnte. Es operierte nun im Mittelatlantik vor der französischen Kolonialstadt Dakar, wo wieder keine Schiffe versenkt werden konnten. Am 6. November erreichte es Farsund und am 7. November Kristiansand, um schließlich am 11. November in Flensburg einzulaufen. Das U-Boot wurde im November 1944 zunächst für Reparaturarbeiten über Kiel nach Stettin und im März 1945 über Kiel und Horten (Norwegen) nach Kristiansand verlegt.

## Letzter Einsatz und Ende

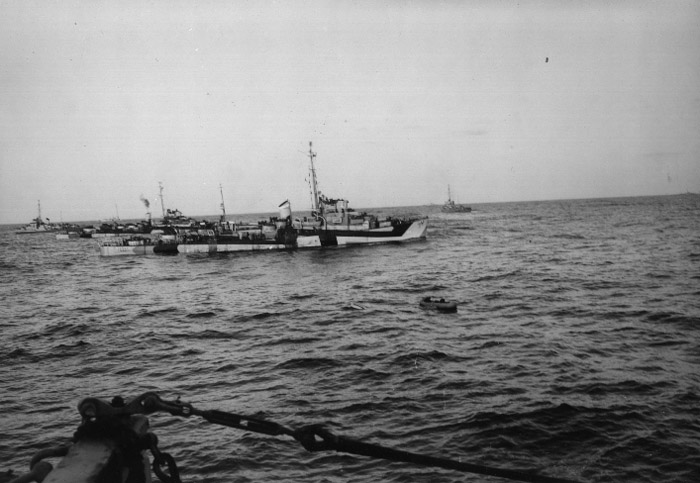
Ein Rettungsschlauchboot mit Schiffbrüchigen von U 546 treibt zwischen Kriegsschiffen der US Navy

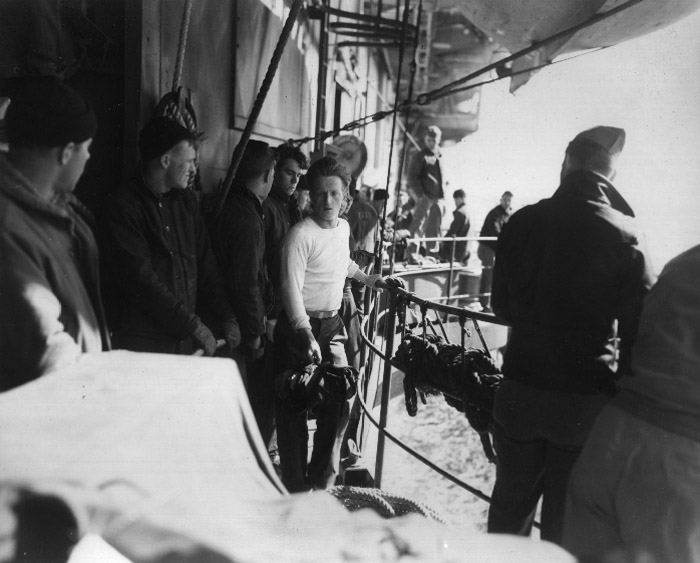
Gefangener aus U 546 an Bord der USS Bogue

Am 21. März 1945 lief U 546 aus Kristiansand zu seiner letzten Feindfahrt im Nordatlantik aus, wo es als Teil der U-Boot-Gruppe „Seewolf“ nordwestlich der Azoren operierte. Am 24. April 1945 wurde U 546 nordwestlich der Azoren von einem Trägerflugzeug des US-amerikanischen Geleitträgers Bogue entdeckt und kurz darauf von den US-Zerstörern Frederick C. Davis, Hayder, Flaherty, Neunzer, Varian, Chatelain, Joseph C. Hubbart, Janssen, Pillsbury und Keith westlich der Azoren angegriffen. U 546 bemerkte den Angriff und schoss einen T5-Zaunkönig-Torpedo auf den Zerstörer Frederick C. Davis ab, traf und versenkte, obwohl der Zerstörer Foxer-Störgeräte einsetzte. Frederick C. Davis sank innerhalb von 5 Minuten. Von der 192-köpfigen Besatzung der Frederick C. Davis starben 113, während 82 Mann von der Hayder (66 Mann) und anderen US-Kriegsschiffen gerettet wurden. 37 Minuten nach dem Untergang der Frederick C. Davis ortete die Flaherty das U-Boot, das nun von mehreren Zerstörern verfolgt und mit Wasserbomben bekämpft wurde. Kommandant Paul Just erkannte, dass er gegen die Übermacht keine Chance hatte, und versuchte in einem Zickzackkurs zu entkommen, wobei er zur Täuschung des Feindes Bold-Täuschkörper einsetzen ließ. U 546 wurde jedoch von zwei Salven der Flaherty mit Hedgehog-Granaten so schlimm getroffen, dass es auftauchen musste und dabei sofort in das Artilleriefeuer der Pillsbury und mehrerer anderer Zerstörer geriet. Der Turm des Bootes wurde zerstört und war nicht mehr passierbar. Es gelang jedoch 33 Mann, das unter Beschuss befindliche Boot durch das Dieselluk zu verlassen, bis nach etwa 10 Minuten eine Explosion das Boot auseinanderriss und es sehr schnell über den Bug sank. 24 Mann der Besatzung kamen ums Leben. Die 33 Überlebenden wurden von der Varian als Kriegsgefangene an Bord geholt.
Aus der U-Boot-Gruppe „Seewolf“ war U 546 das vierte Boot, das im Zuge der Operation Teardrop verloren ging. Die Versenkung wurde von U 805 beobachtet, das entkommen konnte und sich erst am 16. Mai 1945 in Portsmouth (New Hampshire) den US-Amerikanern ergab. Mit U 881 ging am 5. Mai 1945 schließlich noch ein fünftes deutsches U-Boot – ohne Überlebende – im Rahmen der Operation verloren.

## Verhöre der Gefangenen

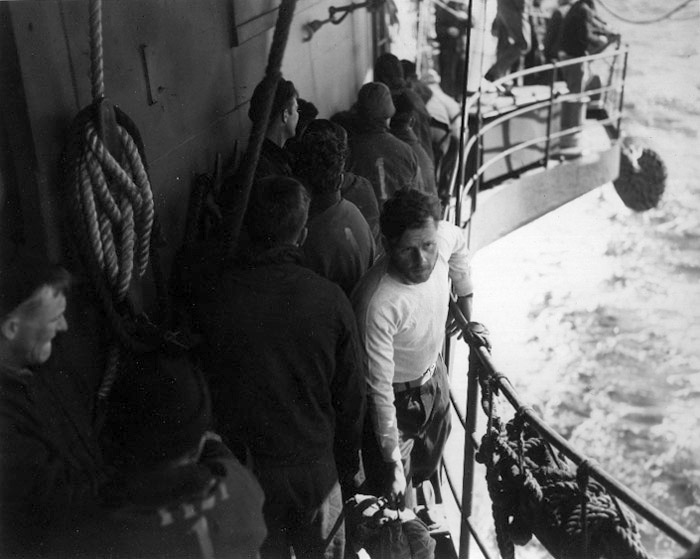
Kapitänleutnant Paul Just als Gefangener an Bord der USS Bogue

Kapitänleutnant Paul Just und die anderen Offiziere von U 546 wurden an Bord des Flugzeugträgers USS Bogue verhört, machten aber außer den gemäß Genfer Konvention vorgeschriebenen Angaben keine Aussagen. Am 27. April 1945 wurden die Gefangenen in Argentia (Neufundland) an Land gebracht und acht Offiziere und „Spezialisten“ einschließlich Just in einem Militärgefängnis verhört. Die US-Militärs fürchteten einen von U-Boot aus gesteuerten Angriff mit V1-Marschflugkörpern (Fieseler Fi 103) oder Raketen auf Küstenstädte der USA, und sie versuchten, durch Folterung der Gefangenen – Verprügeln und Strafexerzieren – an Informationen hierzu zu gelangen. Da die Offiziere von U 546 hierzu nichts wussten, gelang dies nicht. Ein Tagebuch eines Überlebenden, das von der Varian aus dem Wasser gefischt worden war, ergab allerdings, dass das U-Boot nur mit Torpedos, nicht jedoch mit Marschflugkörpern oder Raketen ausgestattet war. Dennoch wurden die Gefangenen weiterhin gewaltsam verhört. Der Kommandant der Varian, Lt.Cdr. Leonard A. Myrhe, wurde zu den Verhören hinzugezogen, protestierte jedoch gegen die Behandlung der Gefangenen. Daraufhin wurden diese nach Fort Hunt (Virginia) verlegt, wo sie bei den Verhören weiterhin geprügelt wurden. Nach der Kapitulation der Wehrmacht am 8. Mai 1945 war Kommandant Just am 12. Mai schließlich bereit, einen Bericht über die Einsätze von U 546 zu schreiben. Hiermit endeten die Verhöre, und die acht Gefangenen wurden zur längerfristigen Unterbringung in Gefangenenlager gebracht, was mit den übrigen 25 Gefangenen bereits vorher geschehen war.
Nach Beurteilung des US-amerikanischen Historikers Philip K. Lundeberg handelte es sich bei den Schlägen und der Folter an den Überlebenden von U 546 um eine „einmalige Greueltat“, die vom akuten Druck der Verhörenden, schnellstmöglich Informationen über mögliche Raketenangriffe zu erhalten, motiviert gewesen sei. Ähnliche Vorwürfe kamen jedoch auch auf im Zusammenhang mit den Verhören des Kommandanten von U 873, Friedrich Steinhoff, der sich deswegen am 19. Mai 1945 im Stadtgefängnis Charles Street Jail in Charlestown (Boston) das Leben nahm.